# Grzybowo (powiat kościański)
Grzybowo – nieistniejąca, zaginiona osada powstała w średniowieczu leżąca w Wielkopolsce, istniejąca do pierwszej połowy XVII wieku. Historycy uważają, że Grzybowo zostało wchłonięte przez sąsiednią wieś Kiełczewo, z którą było wielokrotnie wymieniane w historycznych dokumentach.

## Położenie
Jej położenie obecnie jest niejasne. Znajdowała się na terenie dzisiejszego województwa wielkopolskiego, w powiecie kościańskim, w gminie Kościan. Leżała na prawym brzegu rzeki Obry pomiędzy Kiełczewem a Bonikowem, naprzeciwko Szczodrowa, prawdopodobnie około 3 km na północny wschód od Kościana. Historycy przypuszczają, że obecnie może to być północno-zachodnia część pól należących do wsi Kiełczewo leżącej przy północno-zachodniej granicy Kościana, przy drodze krajowej nr 5 i drodze wojewódzkiej nr 308.

## Historia
Miejscowość pierwotnie była związana z Wielkopolską. Istniała co najmniej od pierwszej połowy XV wieku i miała średniowieczną metrykę. Po raz pierwszy w źródłach historycznych wieś odnotowana została w łacińskim dokumencie z 1407 gdzie zapisano ją pod nazwą "Grzibowo", a w 1469 "Pogrzibowo". 
Wieś była własnością kościelną należącą do biskupstwa poznańskiego, a od 1505 do kapituły katedralnej poznańskiej. W XV wieku leżała w powiecie kościańskim województwa poznańskiego w Koronie Królestwa Polskiego.
Pierwszy zachowany zapis o wsi pochodzący z 1407 odnotowuje, że Jan Stolle prepozyt szpitala pod Kościanem w imieniu biskupa poznańskiego Wojciecha Jastrzębca zapowiedział dziedziny Kiełczewo oraz Grzybowo: łąki, lasy, pastwiska i drogi. Z 1421 pochodzi kolejna zapowiedź dziedzin biskupstwa poznańskiego Grzybowa oraz Konojada. W 1424 zapowiedź dziedzin biskupstwa poznańskiego odnotowuje Konojad, Słupię koło Stęszewa, Ząbrsko w parafii Słupia (obecnie to Zemsko), Kiełczewo oraz Grzybowo. Jako pełnomocnik biskupa w tej sprawie wystąpił Jan Grąbiewski. W 1431 biskup poznański oznajmił, że sprzedał stren. panu Wojciechowi „Choransze” z Kościana las w dziedzinie Grzybowo, położony w pobliżu Kościana, za 90 grzywien szer. groszy, a nabywca po wycięciu drzew miał teren ten zwrócić biskupowi. W 1469 biskup poznański przeznaczył ze swych dochodów dla przyszłego biskupa sufragana dominikanina Wincentego Wierzbięty 200 florenów, a tytułem tego dał mu dwie wsie, Kiełczewo oraz Grzybowo.
Jak wynika z ustaleń historyków w 1505 kapituła poznańska nabyła Grzybowo oraz sołectwa w Kiełczewie i odtąd w XV oraz na początku XVI wieku stanowiły one ich uposażenie. Lokalizację Grzybowa określają siedemnastowieczne zapisy z 1612 z procesu sądowego o granice między Szczodrowem a Grzybowem, z których wynika, że Grzybowo leżało na prawym brzegu Obry naprzeciw Szczodrowa, a narożnik wsi Bonikowa, Grzybowa i Szczodrowa leżał w miejscu bagnistym nad prawym brzegiem rzeki Obry. W procesie tym występuje Andrzej Porczyński dożywotni posiadacz z ramienia kapituły poznańskiej sołectwa w Kiełczewie oraz pewnych ról opuszczonych w Grzybowie. W 1614 przydzielono trzy pólka grzybowskie chłopom z sąsiedniego Kiełczewa. Są to ostatnie zachowane zapisy o wsi.